# Ironoquia dubia
Ironoquia dubia là một loài Trichoptera trong họ Limnephilidae. Chúng phân bố ở miền Cổ bắc.